# Viviana Polido
Viviana Polido Santos, conhecida também como Viviana Santos (26 de dezembro de 1990), é uma atriz colombiana.

## Biografia
Aos dez anos começou a ter aulas de arte dramática com Edgardo Román, Alfonso Ortiz, María Emilia Kámper, o Grupo Navia, Gavo Figueira, Juan Pablo Félix e Stephen Bayly, entre outros. Graduou-se na Unitec, com a tese intitulada O Lixo (roteiro de longa-metragem).
Seu primeiro trabalho em televisão foi na série da Nickelodeon Isa TK+, interpretando a personagem Ágata Montenegro "Monteblack".  Outra das personagens conhecidas de Viviana é Amanda Montero na série do Canal RCN A mão limpa, na sua segunda temporada. Em 2013 o filme Secretos lançou nos cinemas colombianos. Sendo essa a sua estreia nas telonas. O filme foi dirigido por Fernando Ayllón.
Participou também em Mentiras Perfeitas, adaptação latino-americana da controversa  série norte-americana Nip/Tuck, onde interpretou Mary, uma jovem adolescente que tenta descobrir sua identidade sexual.
Em 2015 participou do clipe da música "Quanto me dói", da banda colombiana Morat.
Em 2015 obteve o papel de Doze, uma androide programada para a maldade, na segunda temporada da novela da Nickelodeon chamada Eu sou Franky.
Também trabalhou na novela A Noturna do canal de televisão colombiano Caracol, interpretando o papel de Vicky, uma adolescente que por irresponsabilidade ficou grávida precocemente.

## Filmografía

### Televisão
- A influencer (2023) — Kamila[2]
- A teoria da média (2022-2023)[3]
- A receita de Eva (2022) — Eva
- Não foi minha culpa (Colômbia) (2022) — Linda
- 1977 (2021)
- A vingança de Analía (2020) — Sofía Mejía Castiblanco
- Enfermeiras (2019) — Julieta
- A Noturna (2017) — Victoria 'Vicky' Rodríguez
- Um dia qualquer (2016) — Clarisa
- Eu sou Franky (2015-2016) —  Doze / Doce / Protótipo "D0C3"
- Quem matou a Patricia Costumar? (2015) —  Manuela
- Tua voz estéreo (2015)
- Mulheres ao limite (2014)
- Mentiras perfeitas (2013) — Mariana 'Mary'
- Repto de mulher (2013) — Nathy
- A mão limpa (2012-2013) — Amanda
- Isa TK+ (2009-2010) — Ágata Montenegro "Monteblack"
- Vizinhos (2008) — Lorena Córdova

## Cinema
- Não quero estar sem ti (2020)
- Luciana (curto) (2018)
- De bairro (curto) (2016)
- Segredos (2013) — Juliana
- Capitão Cruxx (2013)